# Fendi

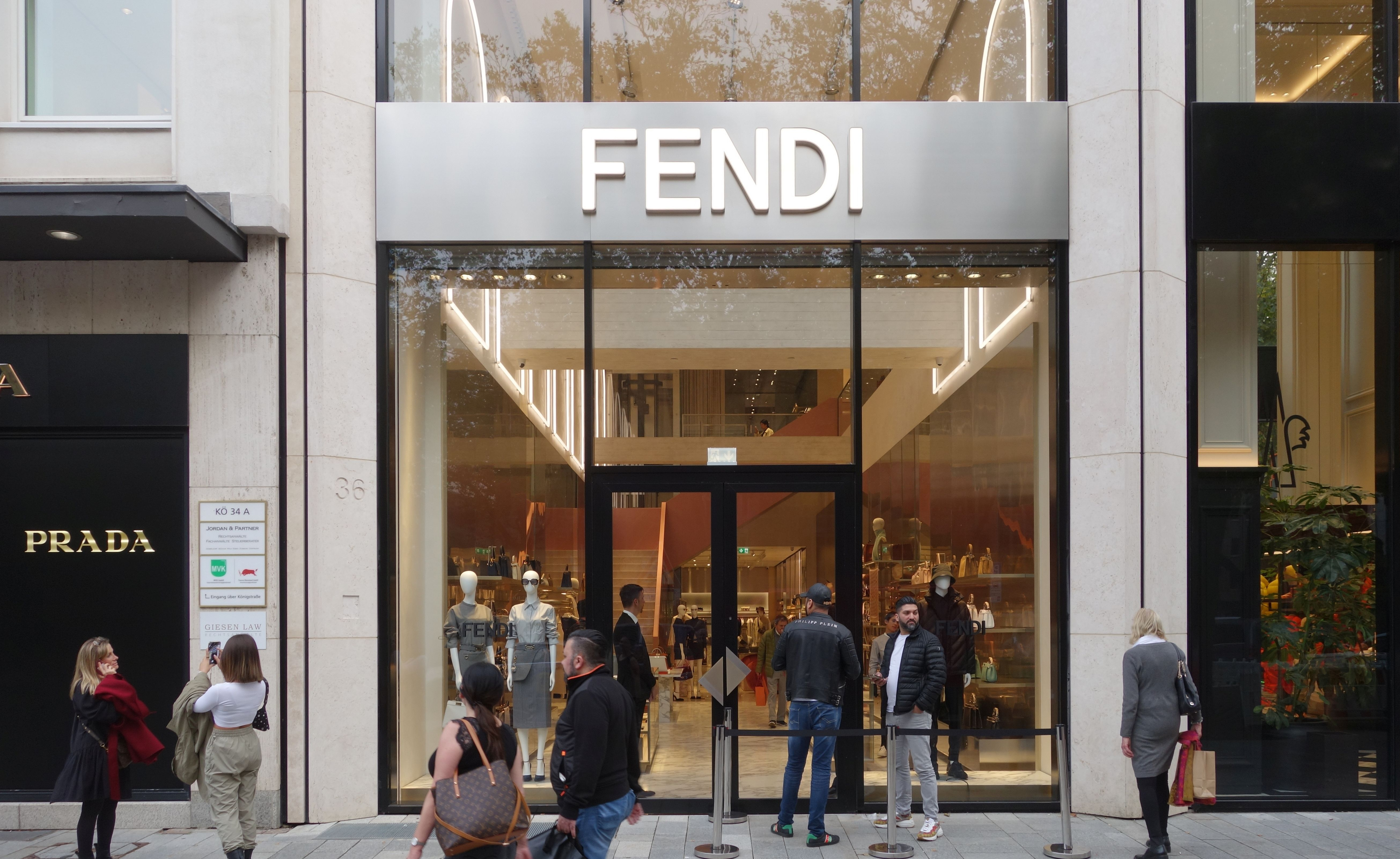
Una boutique de la compañía en Düsseldorf.

Fendi es una firma de moda italiana de artículos de lujo que produce artículos de peletería, prêt-à-porter, marroquinería, además de calzado, fragancias, gafas, relojería y accesorios. 
Tiene su origen en Roma en el año 1925; asimismo, Fendi es reconocida por sus pieles, así como por sus accesorios de dicho material y de piel. Desde 2001 Fendi forma parte de la división de “Moda y marroquinería” del grupo francés LVMH. Sin embargo, la sede se encuentra en la ciudad Eterna, en el Palacio de la Civilización Italiana. Actualmente se considera una de las marcas más exclusivas y costosas del sector del lujo.

## Historia

### Los primeros años
La firma Fendi vería la luz en 1926 de la mano de Adele y Edoardo Fendi, concebida como una tienda de pieles y marroquinería en Via del Plebiscito, Roma.
Años más tarde, en 1932, sus fundadores abrirían una boutique en Via Piave, que se convertiría en la tienda más visitada por los turistas que llegaban a la ciudad de Roma.
A partir de 1946, las cinco hermanas Paola, Anna, Franca, Carla y Alda entrarían a formar parte de la empresa familiar en la segunda generación, cada una con el 20 %. Karl Lagerfeld se uniría a Fendi en 1965 para convertirse en el director creativo de la colección de pieles y prendas prêt-à-porter de la firma de moda de lujo, que se dio a conocer en 1977. 
En 1966 Lagerfeld crearía el logo de la empresa con la doble F en una versión cuadrada, pero que posteriormente sería objeto de varias reinterpretaciones. En ese mismo año también se daría conocer la primera colección de alta costura, extendiendo de esta manera su alcance hasta los Estados Unidos y Japón.
Tres años después, en 1969, se lanzó la primera línea comercial de pieles y en los siguientes años vendrían los accesorios para hombre.
La primera colección de ropa llegaría casi una década después, en 1977, con las prendas prêt-à-porter de Fendi.

### Los años 80 – 90
Pasarían pocos años para que en 1980 la marca decidiera expandirse y apostara por los perfumes (1985), las gafas, los vaqueros y los artículos para el hogar (1987).
La primera boutique de Fendi en los Estados Unidos llegaría en 1989 y se situaría en la Quinta Avenida de Nueva York.
En 1994, Paola Fendi entregaría la presidencia de la empresa a su hermana menor Carla. Además, Silvia Venturini Fendi, hija de Anna, también se uniría a la firma de moda en el año 1994; desde ese entonces, desempeñaría el papel de directora artística de accesorios y diseñaría junto a Lagerfeld la línea femenina. Sería en 1997 que crearía el Baguette, un bolso emblemático que batiría el récord de ventas, así como de reconocimiento.

### Los años 2000: adquisición de LVMH
Hasta el año 1999, Fendi era una empresa familiar, pero Prada y LVMH, el grupo de artículos de lujo más grande a nivel mundial, unieron fuerzas para comprar el 51 % de la marca por 545 millones de dólares; lo cual dejaría a Gucci fuera del proceso de compra. Según el acuerdo, Prada y LVMH se verían obligados a aceptar el 49 % de Fendi que las hermanas quisieran vender. La firma perdería alrededor de 20 millones de euros en 2001 y 2002; en ese mismo año 2002, Prada accedería a vender el 25,5 % a LVMH por 265 millones de dólares. Asimismo, el grupo francés conseguiría un 15,9 % adicional también en 2002. Carla Fendi, miembro de la familia fundadora, seguiría desempeñando su papel de presidenta y accionista minoritaria hasta 2008.
La Gran Muralla China sería el lugar elegido por Fendi para presentar su colección primavera/verano el 19 de octubre de 2007 con 88 modelos; hecho que pasaría a la historia al celebrar el primer desfile en dicha localización.
Silvia Venturini Fendi conseguiría igualar el éxito conseguido por el Baguette en 2009 con la creación del bolso Peekaboo.
En 2010 la firma se adentraría en el mercado infantil y llevaría a cabo su primera colección para menores de 14 años para la temporada primavera/verano 2011. Ese mismo año, Fendi daría a conocer su nueva fragancia “Fan di Fendi”, antes de descatalogarlas todas en 2015.

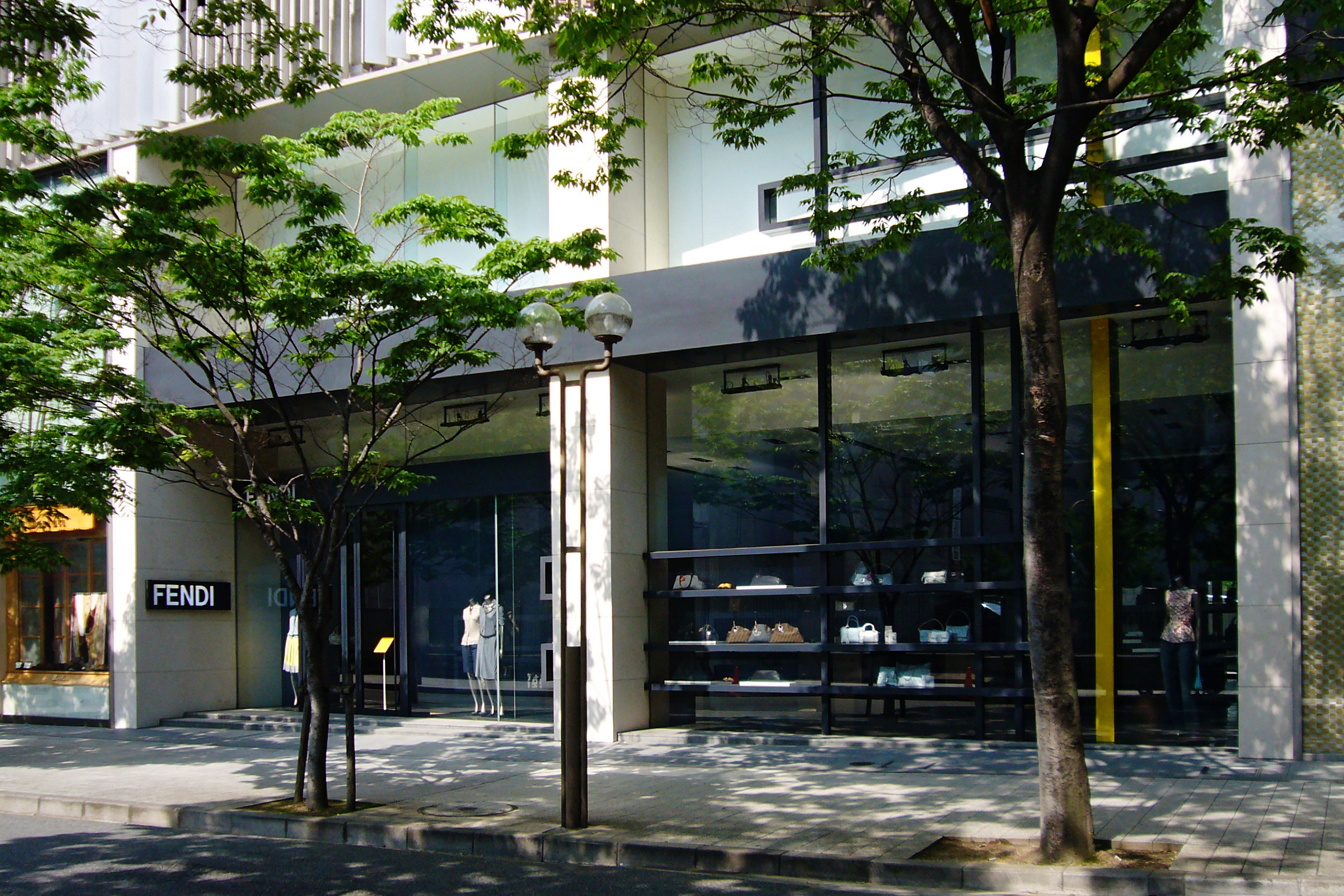
Tienda Fendi en Kobe.

### Los años 2010
Fendi empezaría a plantearse el uso de drones para retransmitir los desfiles de moda en 2014, y a partir de 2013 hasta 2021, la marca firmaría un acuerdo de licencia con Safilo para desarrollar el diseño, la producción y la distribución a nivel global de las gafas de sol de Fendi, así como las monturas. 
2015 supondría un gran hito en la historia de la firma, ya que Fendi celebraría sus cincuenta años de colaboración con Karl Lagerfeld y para ello llevaría a cabo el primer desfile de alta costura dedicado a las pieles, Haute Fourrure, en el Teatro de los Campos Elíseos de París. Poco después la marca también festejaría sus noventa años con un desfile en la Fontana di Trevi de Roma y finalmente trasladaría su sede al Palazzo della Civiltà Italiana. Según se informaría, Fendi pagaría 2,8 millones de euros anuales por dicho espacio. Fendi usaría la histórica localización en Roma, que data del siglo XVII, para abrir un hotel y su tienda más grande en 2016. 
En 2017, Fendi daría a conocer su tienda de personalización en colaboración con la plataforma de venta en línea Farfetch para el diseño de los bolsos Made to Order.

### Últimas novedades
En 2018, Fendi superaría el umbral de los 1000 millones de euros (1200 millones de dólares) en ventas anuales. Para entonces, la firma contaría con una plantilla de tres mil personas, de las cuales 400 trabajan en talleres especializados en pieles y marroquinería en Italia; además, también dispone de una red de 215 tiendas. 
Kim Jones, un diseñador inglés, tomaría el relevo como director artístico de la colección para mujer en septiembre de 2020, posición que hasta entonces había desempeñado Lagerfeld. 
En 2021 finalizaría la colaboración entre Fendi y Safilo, lo cual llevaría a un nuevo acuerdo con Thelios, propiedad de LVMH, para la creación, producción y distribución de la colección de gafas. 
Asimismo, Fendi Casa pondría punto final a la colaboración con Luxury Living para asociarse con Design Holding, dirigida por Investindustrial y The Carlyle Group, para el diseño de los muebles de moda (diseño FF), así como la producción y la distribución de Fendi Casa.

## Directores artísticos
Silvia Venturini Fendi asumiría la dirección de las colecciones para hombre y mujer después de 2019 y tomaría el relevo de Karl Lagerfeld (1965-2019). Sin embargo, en 2020 Kim Jones contaría con la confianza para encargarse de la colección femenina, ya que previamente había sido estilista de la colección masculina de Dior; además, también sería nombrado director artístico de Couture y ropa de mujer. Por otra parte, Silvia Venturini seguiría desempeñando el papel de directora de accesorios y ropa de hombre. Kim Jones se daría a conocer con la colección de otoño/invierno 2021-2022.
La hija de Silvia Venturini Fendi, Delettrez Fendi, sería nombrada en 2021 directora artística de la línea de joyería.

## Cine
Fendi ha colaborado en algunas ocasiones dentro del cine diseñando el vestuario de películas de culto como Érase una vez en América, Evita y Los Tenenbaums. Una familia de genios.
Numerosos directores famosos de los años 70 optarían por las pieles de Fendi para sus personajes, por ejemplo: Luchino Visconti, Federico Fellini, Franco Zeffirelli, Mauro Bolognini. Fendi también vestiría a divas de la gran pantalla como Sophia Loren, Diana Ross, Jacqueline Kennedy Onassis, Soraya, Liza Minnelli.

## Campañas publicitarias
Lagerfeld se encargaría personalmente de las campañas publicitarias de Fendi hasta su deceso. Desde entonces, la firma ha colaborado con Nick Knight, Craig McDean y Steven Meisel.

## Filantropía
En 2013, Fendi destinaría más de 2 millones de euros para respaldar proyectos como el acondicionamiento de las Quattro Fontane y la restauración de la Fontana di Trevi de Roma, donde se celebrarían los noventa años de la firma con un desfile que usaba plexiglás para el suelo. En la misma línea, en 2018 Fendi firmaría un acuerdo con la Galería Borghese para ayudar con las exposiciones del museo durante los siguientes tres años. Finalmente, se designarían 2,5 millones de euros en 2019 para restaurar el Templo de Venus y Roma, donde se llevaría a cabo el desfile de Couture. 
La restauración del Templo de Venus y Roma, la construcción más grande de la antigua Roma, finalizaría en 2021 por parte de Fendi.

## Controversia
Fendi emprendería medidas legales con Burlington en 1986 por vender bolsos de imitación y volvería a hacerlo en 2006 tras comprobar que la empresa no estaba acatando la orden judicial. En 2010, un juez estadounidense solicitaría que Burlington pagase a Fendi 5,6 millones de dólares en concepto de daños, honorarios y costas; con lo cual se podría cerrar una disputa que se dilataba en el tiempo desde 1986 por la presunta venta de artículos de imitación de piel de Fendi. Finalmente, Burlington aceptaría el pago de 10,05 millones de dólares. 
Asimismo, en 2010 Fendi llegaría a un acuerdo de 2,5 millones de dólares con la empresa matriz de Filene’s Basement para poner punto final a las reivindicaciones de falsificación.